# Геостационарна трансферна орбита
Геостационарна трансферна орбита (ГТО) е орбита между ниска околоземна орбита (НЗО) и геостационарна (ГСО) или геосинхронна орбита. Представлява силно изтеглена елипса с перигей в НЗО (около 200 km височина) и апогей в ГСО (около 35 700 km). По-точно казано, геостационарната трансферна орбита е междинна орбита между НЗО и геосинхронна орбита.
Наименованието ѝ идва от факта, че такава орбита се използва само при извеждане на космически апарат на ГСО. Извеждането става по силно изтеглена полуелипса по т.нар. Хоманова траектория. Намирайки се на НЗО, чрез първи двигателен импулс на ускорителния блок в перигея на ГТО космическият апарат се извежда по елипса и достигайки апогея, чрез втори двигателен импулс елиптичната орбита се „изправя“ в кръгова, но вече в ГСО. В зависимост от това, дали се редуцира и инклинацията на орбитата, окончателната орбита е геостационарна или геосинхронна.
Извеждането на апарат по Хоманова траектория е идеалният случай. На практика се прилагат последователни маневри за достигане до ГСО и за свеждането на инклинацията до нулева. Това се налага, защото стартовите площадки се намират на различни географски ширини (географската дължина е без значение). Космодрумът Кейп Канаверал се намира на 28o с.ш., Байконур - на 46o с.ш., а най-близко до екватора е разположен космодрумът Куру, на 5o с.ш.
Въпреки че някои ракети-носители могат да изведат полезния си товар директно в ГСО, обичайната практика е да се използват за извеждане до ГТО, а след това космическият апарат самостоятелно или с помощта на отделен ускорителен блок се извежда на ГСО. По този начин много от съвременните системи могат да извеждат едновременно по няколко космически апарата, което позволява значително намаляване на разходите.
В повечето случаи се използва една ГТО, но понякога те са няколко. Така например ракетата Протон-М използва четири последователни ГТО, за да изведе товара си на геостационарна орбита, като за целта се подават пет двигателни импулса. Това се налага поради голямата инклинация на началната траектория, продиктувана от голямото отстояние от екватора на космодрума Байконур, откъдето се изстрелват Протон-М.